# 日炭線
日炭線（イルタンせん）は、朝鮮民主主義人民共和国咸鏡北道吉州郡にある芦洞駅から日炭駅までを結ぶ鉄道路線である。

## 路線データ
- 路線距離：芦洞～日炭間?km
- 駅数：2（両端駅を含む）
- 軌間：1435mm
- 電化区間：全線（直流3000V）
- 複線区間：なし

## 駅一覧
- 駅所在地は全線咸鏡北道吉州郡内。

| 駅名   | 駅名   | 駅名   | 駅間キロ (km) | 累計キロ (km) | 接続路線             |
| 日本語 | 朝鮮語 | 英語   | 駅間キロ (km) | 累計キロ (km) | 接続路線             |
| ------ | ------ | ------ | ------------- | ------------- | -------------------- |
| 芦洞駅 | 로동역 | Rodong | 0.0           | 0.0           | 北朝鮮鉄道省：平羅線 |
| 日炭駅 | 일탄역 | Ilt'an |               |               |                      |

## 参考資料
- 国分隼人（2007年）. 『将軍様の鉄道 北朝鮮鉄道事情』, 新潮社. ISBN 9784103037316